# Figularia contraria
Figularia contraria är en mossdjursart som beskrevs av Lagaaij 1963. Figularia contraria ingår i släktet Figularia och familjen Cribrilinidae.
Artens utbredningsområde är Mexikanska golfen. Inga underarter finns listade i Catalogue of Life.